# Kim Kyeung-ran
Kim Kyeung-ran (kor. 김경란; * 15. Oktober 1977) ist eine südkoreanische Badmintonspielerin.

## Karriere
Kim Kyeung-ran gewann 2001 die US Open im Damendoppel mit Ra Kyung-min. Bei den Indonesia Open 2002 schied sie dagegen schon im Viertelfinale des Dameneinzels aus. 2002 gewann sie Bronze bei den Asienspielen. Im Uber Cup 2002 wurde sie Vizeweltmeisterin mit dem südkoreanischen Damenteam.

## Sportliche Erfolge
| Saison | Veranstaltung  | Disziplin   | Platz | Name                          |
| ------ | -------------- | ----------- | ----- | ----------------------------- |
| 2001   | US Open        | Damendoppel | 1     | Kim Kyeung-ran / Ra Kyung-min |
| 2002   | Indonesia Open | Dameneinzel | 5     | Kim Kyeung-ran                |
| 2002   | Asienspiele    | Dameneinzel | 3     | Kim Kyeung-ran                |
| 2002   | Uber Cup       | Damenteam   | 2     | Südkorea                      |